# 松宏彰
松 宏彰（まつ ひろあき、1969年11月21日 - ）は、日本のCMディレクター、広告プランナー、映像監督、カレーキュレーター。

## 人物
兵庫県神戸市に生まれる。金沢大学文学部卒業後、ティー・ワイ・オーに入社、CMディレクターとなる。ウェブ広告では2002年カンヌ国際広告祭においてアジア初受賞となるサイバー部門金賞を受賞。2003年には押井守監修の空撮短編映画『東京スキャナー』を監督。2007年に放映されたテレビアニメ『やさいのようせい N.Y.SALAD』では総合演出、脚本を担当した。
その他、カレーマニアとしてブログ「カレー細胞」を運営、イベントプロデュースやメディア出演を行っている。

## 作品

### 映画/ショートムービー
- 『東京スキャナー』(2003年、森ビル:監督)
- 『TARGET HAL マイクロアドベンチャー 』(2008年:監督)
- FEVER マクロスF ランカ・リー/シェリル・ノーム『超時空スーパーライブ』(2011年:監督)
- 『東巨女子 TOKYO GIGANTIC GIRLS』（2015年:監督）
- 『東京音℃』（2016年：クリエイティブディレクター）
- 『とう と きょう』（2017年：クリエイティブディレクター）
- 『ナマハゲ、東京に現る。』（2017年：監督/編集/声の出演）
- 『トキノ交差』（2018年：企画/クリエイティブディレクター）
- 『電車を止めるな！』(2019年：アソシエイトプロデューサー)

### テレビアニメ
- 『やさいのようせい N.Y.SALAD』(2007年 NHK教育、総合演出/脚本/モルドレイス役）
- 『バスカッシュ！』（2009年 MBS、後期ED演出)

### テレビドラマ
- NHK テレビ放送60周年『ミライテレビ60』（2013年、ＣD/演出）
- TBS ネコ戦隊びたたま（2019年、脚本/監督/編集）

### OV
- 「妖怪大世紀」(2008年:脚本/監督/編集）

### Web
- WWF絶滅動物キャンペーン（企画/演出）
- SONY VAIO「BE MOVED.」Webキャンペーン（演出）
- インタラクティブWebアニメ『Attraction/魅力』（脚本参加）※監督：森本晃司
- SCRAPリモート演劇『シークレットカジノ』（映像演出）

### ゲーム
- CD-ROM/セガサターン『水木しげるの妖怪図鑑』シリーズ(1997年- 脚本/演出）
- リアル脱出ゲーム『君は明日と消えていった』（オリジナルアニメ監督）
- リアル脱出ゲーム『沈みゆく豪華客船からの脱出』（オリジナルアニメ監督）
- リアル捜査ゲーム『歌舞伎町探偵セブン』（オリジナルアニメ監督）
- リアル脱出ゲーム『さよなら、僕らのマジックアワー』（オリジナルアニメ監督）

### CM
- コカコーラ『ココロが踊りだす』
- 東京ディズニーシー
- NTTグループ企業
- NTT東日本『あたりまえを、もっと、ずっと』（出演:新垣結衣）
- SANKYO CRフィーバー創聖のアクエリオン（出演:多岐川華子）
- NHK/AC協同キャンペーン「『もったいない』で明日は変わる」
- キョーリン製薬グループ 企業（ナレーションも担当）
- NHK 2020パラリンピック応援「ヤツら、ただものじゃない。」
- 森永製菓「アイスサスペンス ～マイナス 7°Cの愛（ワナ）」（出演:A.B.C-Z）
- 森永製菓「アイス噺家Z」（出演:A.B.C-Z）

## TV出演
- 2015年テレビ東京「ABChanZOO（えびチャンズー」 ～全国2000軒以上食べた“カレー”マニア厳選！最新＆極うま店SP～
- テレビ東京「◯◯と新どうが」プロジェクト第4弾 玉城ティナ×松宏彰
- 2019年8月 MXテレビ「カレーの門戸」
- 2019年 TBS「マツコの知らない世界」ドライカレーの世界
- 2020年1月 MXテレビ「カレーの門戸-タイカレーはカレーなのか？」
- 2020年1月 abema prime「カレーの日特集」
- 2020年2月 MBS「バズってるあの場所掘ってみた」
- 2020年6月 abema prime「藤森・チョコプラの買えるABEMA」
- 2020年11月 テレビ朝日 スーパーJチャンネル「マニアもうなる絶品！？激うまウーロンカレー」
- 2021年10月  MBS「100%！アピ～ルちゃん」

## 受賞歴
- 2002年 カンヌ国際広告祭金賞 『WWF1』
- 2003年 東京インタラクティブアドアワード金賞/特別賞『WWF1』
- 2003年 One Show金賞 『WWF1』
- 2004年 One Show銅賞 『東京スキャナー』
- 2004年 文化庁メディア芸術祭 審査委員会推薦作品 『東京スキャナー』
- 2005年 東京インタラクティブアドアワード銀賞、One Showファイナリスト 『WWF/Tissue Paper』
- 2007年 文化庁メディア芸術祭 審査委員会推薦作品 『やさいのようせい』
- 2007年 日本オタク大賞 アニメディア賞 『やさいのようせい』
- 2007年 第11回ソウル国際マンガ・アニメーション映画祭(SICAF )入選 『やさいのようせい』
- 2007年 第31回アヌシー国際アニメーション映画祭 入選 『やさいのようせい』
- 2007年 第8回アニマドリッド国際アニメーション映画祭 入選 『やさいのようせい』
- 2008年 第41回ヒューストン国際映画祭 プラチナ&ゴールド&ブロンズ賞 『やさいのようせい』
- 2008年 ブラッセルアニメフィルムフェスタ ANIMA2008入選『やさいのようせい』
- 2008年 シュリンゲル国際映画祭 入選『やさいのようせい』
- 2008年 ザグレブ国際アニメーション映画祭 入選『やさいのようせい』
- 2011年 SIGGRAPH Computer Animation Festiva入選『FEVER マクロスF超時空スーパーライブ』
- 2011年 カンヌ国際広告祭 銀賞 『Attraction/魅力』
- 2015年 文化庁メディア芸術祭 審査委員会推薦作品 『東巨女子 TOKYO GIGANTIC GIRLS』
- 2017年 ショートショートフィルムフェスティバル＆アジア Cinematic Tokyo部門 優秀賞/都知事賞『東京音℃』
- 2017年 ショートショートフィルムフェスティバル＆アジア Cinematic Tokyo部門 入選『東巨女子』
- 2017年 ショートショートフィルムフェスティバル＆アジア Cinematic Tokyo部門 入選『とう と きょう』
- 2018年 メキシコ国際映画祭 銀賞『とう と きょう』
- 2019年 文化庁メディア芸術祭 エンターテインメント部門 優秀賞『歌舞伎町探偵セブン』

## 関連
- テレビコマーシャル
- ディレクター